# Gregorio Lloret Linares
Gregorio Lloret Linares (n. Jerez de la Frontera; 11 de septiembre de 1870 - f. Buenos Aires; 1956) fue un pintor y escultor jerezano.

## Biografía
Su padres, campesinos, eran alicantinos que se habían trasladado a Jerez.
Casó con Antonia María de las Nieves del Dulce Nombre de Jesús Alaniz García. Su hija, María Teresa Lloret, también se dedicó a la pintura y a la docencia.
Para completar su formación artística se trasladó a Madrid, donde fue discípulo de Alejandro Ferrant. Asistió a la Academia de San Fernando. Parece ser que también Sorolla fue uno de sus maestros.
Entre 1901 y 1906 realizó un amplio periplo por diversos lugares de Europa.
Debutó como artista en la Exposición Nacional de Bellas Artes, de Madrid, en 1899. En la de 1901 participaría con tres obras, una obra pictórica, El evangelio,  y dos esculturas, El beso, que fue premiada, y un busto de niña.
En su ciudad natal trabajó como escenógrafo en el Teatro Eslava. En 1905 abre en Jerez una academia de dibujo, sita en Plaza Jaramago.
Tres años más tarde emigra a Argentina, donde se nacionaliza en 1927.
En ese país trabaja como restaurador del Museo Nacional de Bellas Artes, sin abandonar la enseñanza de la pintura a jóvenes artistas, como el creativo Pedro Otero (1913-1981).